# 小林萌花
小林 萌花（こばやし ほのか、2000年8月16日 - ）は、日本の歌手、アイドル、ピアニスト。女性アイドルグループBEYOOOOONDS、SeasoningSのメンバー。
東京都出身。アップフロントプロモーション所属。
東京音楽大学付属高等学校、東京音楽大学音楽学部音楽学科器楽専攻ピアノ演奏家コース卒業。

## 概要・経歴
兄の友人のピアノ演奏を見たのをきっかけに、5歳からピアノを習い始める。元々音楽とは無縁の家庭だったが、小学4年生の時にグランドピアノを買ってほしいと親に頼んだ際に、「音大を目指すなら買ってもいい」という条件を提示されたことで、音楽大学進学を目指して本格的にピアノに取り組むようになる。
高校は音楽専門の高校に入学。しかし、音楽の勉強を進めていく中で今後の進路について悩むようになる。
ある日インフルエンザにかかり、家で様々なアイドル動画を視聴していた中で、2014年に開催されたモーニング娘。'14の道重さゆみの卒業公演の動画を見つける。そこに映し出されていたモーニング娘。のメンバーの対応力と団結力に感動したことで、アイドルという職業に興味を持つようになる。そのタイミングで『ハロー!プロジェクト“ONLY YOU”オーディション』の存在を知る。このオーディションは通常のオーディションではなく、「特に一芸に秀でた人材を募集」という触れ込みで募集していたため、自分のピアノスキルを活かせると思って応募し、オーディションに合格する。ダンスや歌の経験が無かったため、もし通常のオーディションであれば応募することはなかったかもしれないと小林は後に語っている。
オーディションに合格当初、母親はアイドルになることには反対していた。最終的にアイドルと音大生の両立を条件にアイドル活動が認められ、ハロー!プロジェクトでの活動を始める。
加入したBEYOOOOONDSでは、小林のピアノスキルを生かした楽曲が制作されている。また小林も実際にピアノ演奏でレコーディング参加している楽曲（『アツイ！』、『英雄～笑ってショパン先輩～』など）も多数存在する。

## 略歴
2015年
- 4月3日、「第15回全日本アールンピアノコンペティション D級 全国大会」第1位

2016年
- 3月22日、第20回PIARAピアノコンクール ソロ部門 シニアC 関東地区大会 最優秀賞

2017年
- 4月19日、東京国際芸術協会主催「第8回ジュラ・キシュ国際ピアノコンクール」（サンパール荒川小ホール）で2位入賞。

2018年
- 「ハロー!プロジェクト“ONLY YOU”オーディション」に応募し、BEYOOOOONDSに合格。
- 12月3日、山野ホールで開催されたファンクラブイベント『BEYOOOOONDS 〜冬の陣 ZIN〜』にて、平井美葉、里吉うたのとともに追加メンバーとしてお披露目。

2019年
- 2月10日、第7回Kジュニア&学生音楽コンクール ピアノ部門 高校 Kピアノ賞
- 3月、東京音楽大学付属高等学校卒業
- 8月7日、『眼鏡の男の子/ニッポンノD・N・A!/Go Waist』でBEYOOOOONDSとしてメジャーデビュー。

2023年
- 1月13日、Instagramを開設。
- 3月、東京音楽大学音楽学部音楽学科器楽専攻ピアノ演奏家コースを卒業。

## 人物
- メンバーカラーはグリーン。血液型A型。
- 中学生時代は剣道部に所属し、剣道二段を取得[26]。初めての習い事は、幼稚園から始めた水泳。クロール、平泳ぎ、背泳ぎ、バタフライなどの100メートルメドレーやタイム計測などもやっており、中学では水泳だけは誰よりも得意だった[27]。
- 好物は納豆[28]。絵を描くことが好きで、画力は高い[29]。
- 好きなサンリオキャラクターはハローキティ[30]。『LIVE BEYOOOOOND₁St サンリオピューロランドSP』でハローキティと共演し[31]、同公演ではハローキティとのコラボレーショングッズが発売された[32]。
- 目標の先輩は佐藤優樹（元モーニング娘。）[33]、上國料萌衣（アンジュルム）。
- 母親がかけていたクラシックのCDの楽曲の中で1番好きだった、ショパンの『英雄ポロネーズ』を弾きたいと思いながらピアノを練習し、高校1年生くらいの時に譜読みを開始、いつの間にか弾けるようになった[6]。好きな作曲家はブラームスとモーツァルト[34]。好きな楽曲はブラームスの『チェロソナタ第1番』『チェロソナタ第2番』[26]。家では食事以外の時間はピアノを弾いており、テレビは見ないという[33]。日本フィルハーモニー交響楽団とアンサンブルの経験がある[7]。
- 大学の卒業を公式ブログで発表した際、「高校で学んだ音楽の素晴らしさと感動を、大学ではより理論的に、そして歴史的にもたくさん学ぶことができました。そして演奏家としてもたくさん成長できたと思います！ピアノ演奏家コースとして４年間ちゃんと無事に卒業できた自分を褒めてあげたいです！！！」と綴っている。

## 楽曲参加

### アーティスト
- SeasoningS
  - We Need a Name!
  - ワタシと踊りなさい!
  - Get Back!ビニール傘の大冒険

- BEYOOOOONDS
  - Go Waist
  - アツイ!
  - きのこたけのこ大戦記
  - 小夜曲“眼鏡の男の子”
  - 英雄〜笑って!ショパン先輩〜
  - 夢さえ描けない夜空には

- 松原健之
  - 雪風
  - カサブランカ

### サウンドトラック
- 演劇女子部「不思議の国のアリスたち」DVD - 付属サウンドトラックCD[35]

## 出演

### テレビ
- 読響プレミア（2022年5月19日、日本テレビ） - ナビゲーター
- 題名のない音楽会（2022年5月21日、テレビ朝日） - ゲスト
- 痛快TVスカッとジャパン（2023年2月22日、フジテレビ） - 大澤紗希 役
- 芸能界特技王決定戦 TEPPEN（2023年8月12日・2024年1月13日・8月10日、フジテレビ）

### ラジオ
- クラシック大好きアイドル全員集合!（2019年5月4日、NHK-FM放送） - ゲスト[36]
- ×（かける）クラシック（2020年12月7日・2021年12月12日・2022年4月17日〈助っ人MC〉[37]・10月23日、NHK-FM放送） - ゲスト
- 清塚信也Presents “Radio YouTuber” 〜ピアノ編（2020年12月31日、NHK-FM放送） - MC
- 粗品のクラシック ためにならない話（2022年1月2日、NHK-FM放送） - ゲスト
- ミッドナイト・ダイバーシティー〜正気のSaturday Night〜『ハロプロ楽曲集中講座』（2024年8月31日、JFN系列各局）

### 音楽フェス・イベント
- 内村文化祭'22紅葉（2022年11月29日・30日、よみうり大手町ホール）[38]
- 『SAISON CARD presents STAND UP! CLASSIC FESTIVAL 2023』“のだめカンタービレCLASSIC” DAY（2023年8月26日、横浜赤レンガ倉庫 特設会場→無観客配信ライブ）[39]
- さわやか五郎41歳バースデーイベント2023 もう41歳… いや、まだ41歳SP!!（2023年9月13日、日本橋パックマン）
- のだめクラシックコンサート（2024年2月24日、東京国際フォーラム ホールA）
- 旅するクラシック ピアノとヴァイオリンによる名曲コンサートin浜離宮朝日ホール（2024年10月30日、浜離宮朝日ホール(音楽ホール)）
- 旅するクラシック 3大都市ツアー2025（2025年10月13日 - 28日、3都市3公演）

### 舞台
- 全労済ホール/スペース・ゼロ提携公演 演劇女子部「不思議の国のアリスたち」（2019年4月18日 - 29日、全労済ホール/スペース・ゼロ） - クラブ 役
- こくみん共済 coop ホール／スペース・ゼロ提携公演 演劇女子部「リボーン〜13人の魂は神様の夢を見る〜」（2019年11月14日 - 24日、こくみん共済 coop ホール／スペース・ゼロ） - ショパン 役
- こくみん共済 coop ホール(全労済ホール)／スペース・ゼロ提携公演 演劇女子部「アラビヨーンズナイト」（2020年10月9日 - 18日、こくみん共済 coop ホール／スペース・ゼロ） - 音効さん（レイラ） 役
- こくみん共済 coop ホール(全労済ホール)／スペース・ゼロ提携公演 演劇女子部「眠れる森のビヨ」（2021年4月16日 - 25日、こくみん共済 coop ホール／スペース・ゼロ） - ネネ 役
- こくみん共済 coop ホール(全労済ホール)／スペース・ゼロ提携公演 演劇女子部「ビヨサイユ宮殿」（2022年11月11日 - 20日、こくみん共済 coop ホール／スペース・ゼロ） - 桜木香奈 役
- 演劇女子部「ビヨスパイ～消えたアタッシュケース～」（2023年11月11日 - 19日、こくみん共済 coop ホール／スペース・ゼロ / 11月23日 - 26日、サンケイホールブリーゼ） - ヒカル、メグ 役（二役）

### ミュージック・ビデオ
- 松原健之 シングル「カサブランカ」（2023年7月5日）

## 参加ユニット
- BEYOOOOONDS（2018年 - ）
- SeasoningS（2021年 - ）
- ハロプロ・オールスターズ（2019年 - 2020年）